# ロック・ユー・トゥ・ヘル
『ロック・ユー・トゥ・ヘル』（Rock You to Hell）は、イングランドのヘヴィメタル・バンド、グリム・リーパーが1987年に発表した3作目のスタジオ・アルバム。バンドは本作を最後に解散したが、ボーカリストのスティーヴ・グリメットは、2006年より「スティーヴ・グリメッツ・グリム・リーパー」名義での活動を行っている。

## 背景
過去にオジー・オズボーン、Y&T、LOUDNESS等の作品を手がけたマックス・ノーマンがプロデュースした。「ロック・ユー・トゥ・ヘル」と「ラスト・フォー・フリーダム」は、1987年公開の映画『ハード・プリズン』のサウンドトラックで使用された。

## 反響・評価
アメリカのBillboard 200では93位に達し、デビュー作『シー・ユー・イン・ヘル』以来の全米トップ100アルバムとなった。アレックス・ヘンダーソンはオールミュージックにおいて5点満点中2点を付け「多くのスラッシュ・バンドよりもメロディックだが、ポップ・メタル勢よりもずっとヘヴィで、"You'll Wish That You Were Never Born"、"When Heaven Comes Down"、"Waysted Love"といった性的衝動に満ちた曲では、メロディと野蛮さの力強い結合が示されている」と評している。また、伊藤政則は『BURRN!』誌1987年10月号のレヴュー（当時は日本盤が発売されておらず「輸入盤アルバム」の枠内で紹介）で72点を付け、マックス・ノーマンの音作りに関して「彼は音を正確にまとめる作業の名手で、それ故に粗削りなグリム・リーパーの音もタイトな感覚を主張するようになった」と評価する一方、アルバムの全体像に関して「これで曲の個性が強ければ問題はないのだが、ここに問題を抱えるところにB級の悩みがある」と評している。

## 収録曲
特記なき楽曲は作詞：スティーヴ・グリメット／作曲：ニック・ボウコット。
1. ロック・ユー・トゥ・ヘル - "Rock You to Hell" - 4:00
  - 作詞：ニック・ボウコット、スティーヴ・グリメット／作曲：ニック・ボウコット
    - ミュージックビデオにはアンスラックス、E・Z・Oのメンバーがそれぞれエキストラで参加していた。
2. ナイト・オブ・ザ・ヴァンパイア - "Night of the Vampire" - 3:45
3. ラスト・フォー・フリーダム - "Lust for Freedom" - 4:26
4. ホエン・ヘヴン・カムズ・ダウン - "When Heaven Comes Down" - 4:22
  - 作詞・作曲：ニック・ボウコット
5. サック・イット・アンド・シー - "Suck It and See" - 2:33
6. ロック・ミー・ティル・アイ・ダイ - "Rock Me 'till I Die" - 4:42
7. ユール・ウィッシュ・ザット・ユー・ワー・ネヴァー・ボーン - "You'll Wish That You Were Never Born" - 4:06
  - 作詞：ニック・ボウコット、スティーヴ・グリメット／作曲：ニック・ボウコット
8. ウェイステッド・ラヴ - "Waysted Love" - 4:18
  - 作詞：ポール・デ・メルカド／作曲：ニック・ボウコット、ポール・デ・メルカド
9. アイ・ウォント・モア - "I Want More" - 4:52

## 参加ミュージシャン
- スティーヴ・グリメット - ボーカル
- ニック・ボウコット - ギター、バッキング・ボーカル
- デイヴ・ワンクリン - ベース
- マーク・サイモン - ドラムス、バッキング・ボーカル

アディショナル・ミュージシャン
- ニビー・ギブソン、マックス・ノーマン、ディーク・ケンデリアン - バッキング・ボーカル